# Tambja fantasmalis
Tambja fantasmalis is een slakkensoort uit de familie van de Polyceridae. De wetenschappelijke naam van de soort is voor het eerst geldig gepubliceerd in 1986 door Ortea & García-Gómez.